# 徽陵 (後唐)
徽陵是中国后唐明宗李嗣源的陵墓，位于河南省孟津县送庄乡送庄村东南1公里处。墓为圆形，高12米，周长180米。现存完好。